# Bacliff
Bacliff is een plaats (census-designated place) in de Amerikaanse staat Texas, en valt bestuurlijk gezien onder Galveston County.

## Demografie
Bij de volkstelling in 2000 werd het aantal inwoners vastgesteld op 6962.

## Geografie
Volgens het United States Census Bureau beslaat de plaats een oppervlakte van
6,5 km², geheel bestaande uit land. Bacliff ligt op ongeveer 5 m boven zeeniveau.

## Plaatsen in de nabije omgeving
De onderstaande figuur toont nabijgelegen plaatsen in een straal van 8 km rond Bacliff.